# Rhizophagoides kojimai
Rhizophagoides kojimai es una especie de coleóptero de la familia Monotomidae. Es la única especie del género Rhizophagoides.

## Distribución geográfica
Habita en Japón.